# Bamunka jezik
Bamunka jezik (ISO 639-3: bvm; bamunkun, mbika, muka, ndop-bamunka, ngiemekohke, niemeng), benue-kongoanski jezik uže wide grassfields skupine, kojim govori oko 31 000 ljudi (2008) u kamerunskoj provinciji Northwest; selo Bamunka i okolina.
Zajedno s još tri druga jezika čini južnu ring podskupinu

## Vanjske poveznice
- Ethnologue (14th)
- Ethnologue (15th)